# Ланге, Виталий Владимирович фон
Виталий Владимирович фон Ланге (1863—1918) — офицер русской императорской армии, затем служил в полиции — знаменитый мастер сыска.

## Биография
Родился в 1863 году в обедневшей дворянской семье немецкого происхождения; отец — Владимир Иванович фон Ланге (27.05.1835—14.11.1893) — потомственный дворянин, подполковник, служил в 59-м пехотном Люблинском полку. Имел старшего брата: Владимир Владимирович фон Ланге (1860—1929) — генерал-майор в отставке.
В 1879 году окончил седьмой класс 4-й Московской военной гимназии, был зачислен вольноопределяющимся в 13-й стрелковый батальон и вскоре направлен в Одесское окружное юнкерское училище. После окончания обучения в августе 1881 года получил звание подпрапорщика. Прослужил 6 лет в 59-м пехотном Люблинском полку и 25-м пехотном Могилёвском полку, дослужился до звания подпоручика. В начале лета 1887 года вышел в отставку с военной службы и 11 августа 1887 поступил на службу в полицию Одессы. За полтора десятка лет, с 1887 по 1902 года, он прошёл путь от околоточного надзирателя до заместителя начальника одесской сыскной полиции. В июне 1902 года возглавил сыскное отделение при харьковской городской полиции. На его счету сотни успешно расследованных дел, отмеченных неоднократными благодарностями и поощрениями. 
В 1906 году он написал книгу «Преступный мир: мои воспоминания об Одессе и Харькове». Снабжённая грифом «Для служебного пользования», эта работа в течение десятилетий оставалась в спецхранах, и лишь в конце 1990-х годов воспоминания были опубликованы отдельным изданием. 
В ноябре 1910 года перевёлся из Киева как полицмейстер в Ходоров, где служил с известным сыщиком Красовским Николаем Александровичем.
На пенсии — уездный исправник в Аккермане, титулярный советник. В 1918 году погиб насильственной смертью при не выясненных обстоятельствах.

## Публикации
- В. В. фон Ланге. Преступный мир: Воспоминания сыщика. Предисл. и подг. текста А. Шермана. Харьков, 1906. — 112 c.
- В. В. фон Ланге. Истина о «Золотой ручке». — Одесса, 1913. — Вып. 1.
- В. В. фон Ланге. Преступный мир. Мои воспоминания об Одессе и Харькове. Именем закона. — 1997. — № 27, 28 (публ. и предисл. В. Чисникова).